# Sikhismo

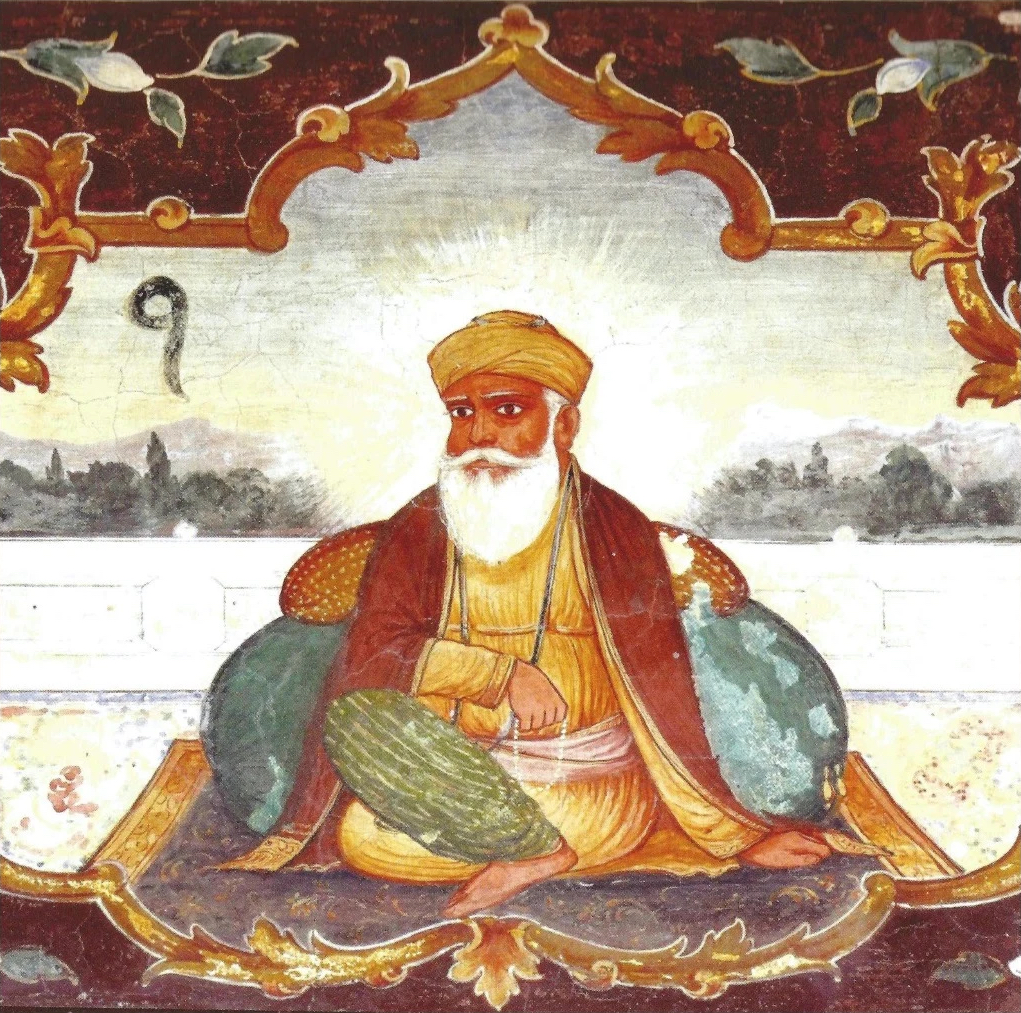
Affresco di Guru Nanak Dev ji, il primo dei guru sikh

Il khanda è un simbolo sikh

Il Sikhismo è una religione monoteistica. Sorse nel XV secolo nel villaggio di Rai Bhoe Talwandi (oggi Nankana Sahib in Pakistan) dove il fondatore Sri Guru Nanak Dev ji era nato e aveva cominciato a predicare.
Tra le più giovani tra le religioni maggiori, il sikhismo è la quinta religione per seguaci, con circa 25 milioni di fedeli stimati all'inizio del XXI secolo. Si sviluppò sugli insegnamenti spirituali di Sri Guru Nanak Dev ji, il primo guru (1469–1539), e dei nove guru che gli succedettero. Il decimo e ultimo guru, Sri Guru Gobind Singh ji (1666-1708), nominò suo successore il libro  Sri Guru Granth Sahib ji, portando a termine la linea dei Guru umani e stabilendo le Scritture come guida spirituale eterna e religiosa. 
Guru Nanak Dev insegnò che vivere una "vita attiva, creativa e pratica" di "veridicità, fedeltà, autocontrollo e purezza" è al di sopra della verità metafisica e che l'uomo ideale "stabilisce l'unione con Dio, conosce la Sua volontà ed esegue quella volontà". Sri Guru Har Gobind ji, il sesto guru sikh (1606-1644), stabilì il concetto della mutua coesistenza dei regni miri (politico/temporale) e piri (spirituale). Guru Granth Sahib ji si apre con il Mul Mantar (ਮੂਲ ਮੰਤਰ), preghiera fondamentale su ek onkar (ੴ, "un dio"). 
Le credenze fondamentali del sikhismo, articolate nel SriGuru Granth Sahib ji, includono la fede e la meditazione sul nome dell'unico creatore; unità e uguaglianza divina di tutta l'umanità; impegnarsi in seva ("servizio disinteressato"); lottare per la giustizia, per il bene e la prosperità di tutti; e una condotta e un sostentamento onesti mentre si vive la vita di un capofamiglia. Seguendo questi precetti, il sikhismo rifiuta le affermazioni secondo cui ogni particolare tradizione religiosa ha il monopolio della verità assoluta. 
Il sikhismo enfatizza il simran (ਸਿਮਰਨ, meditazione e ricordo delle parole di Dio), che può essere espresso musicalmente attraverso il kirtan, o internamente attraverso naam japna ("meditazione sul suo nome") come mezzo per sentire la presenza di Dio. Insegna ai seguaci a trasformare i "cinque ladri": sono le cinque principali debolezze della personalità umana in contrasto con la sua essenza spirituale e sono conosciuti come "ladri" perché rubano il buon senso intrinseco di una persona. Questi cinque ladri sono kaam (lussuria), krodh (ira o rabbia), lobh (avidità), moh (attaccamento) e ahankar (ego o orgoglio eccessivo), sono simili agli arishadvarga induisti, che però sono sei (kama-desiderio, krodha-rabbia, lobha-avidità, mada-arroganza, moha-illusione, matsarya-gelosia). Per gli induisti queste caratteristiche negative impediscono all'uomo di raggiungere moksha = मोक्ष, la liberazione e l'illuminazione, ovvero lo scopo supremo della vita umana, che sarebbe la libertà da dukkha e saṃsāra, il ciclo di morte e rinascita, dalla brama e dall'attaccamento alle passioni e dalla mente mondana, mediante la "conoscenza del vero sé", chiamato atman. Nell'induismo ci sono poi altri tre obiettivi della vita umana, che sono: dharma = vita virtuosa, corretta, morale, artha = prosperità materiale, sicurezza del reddito, mezzi di sussistenza, kama = piacere, sensualità, appagamento emotivo).
Lo scopo principale di un sikh praticante è sottomettere questi cinque vizi interiori e renderli inattivi. Le azioni della propria mente (e, per estensione, del proprio corpo) dovrebbero essere al di sopra, al di là e senza interferenze da questi cinque mali interiori. È il dharma e il dovere di un sikh non sottomettersi a queste cinque concupiscenze della mente. 
La religione si è sviluppata e si è evoluta in tempi di persecuzione religiosa, guadagnando convertiti sia dall'induismo sia dall'Islam. I governanti moghul dell'India torturarono e giustiziarono due dei guru sikh, Guru Arjan ji (1563-1605) e Guru Tegh Bahadur ji (1621-1675), dopo che si rifiutarono di convertirsi all'Islam. La persecuzione dei sikh ha innescato la fondazione del "Khalsa" - da parte di Sri Guru Gobind Singh ji nel 1699 - come ordine per proteggere la libertà di coscienza e religione, con membri che esprimono le qualità di un Sant-Sipāhī, un "santo soldato".

## Terminologia
La maggior parte delle scritture sikh erano originariamente scritte con l'alfabeto gurmukhī, una scrittura standardizzata da Sri Guru Angad Dev ji a partire dalle scritture laṇḍā storicamente usate nell'attuale Pakistan e nell'India settentrionale. Nel Sri Guru Granth Sahib ji, ci sono anche molte altre lingue per esempio il persiano, hindi e lingue locali. Questo è perché il guru granth sahib contiene parti di testo anche non scritte dai guru ma modificate o decise di mettere dentro per mostrare uguaglianza fra la gente.
Gli aderenti al sikhismo sono conosciuti come sikh, che significa "studenti" o "discepoli" del guru. Infatti tutti i sikh continuano durante la vita, come gli studenti, a imparare.
La parola anglicizzata sikhismo deriva dal verbo punjabi sikhi, che connota il "percorso temporale dell'apprendimento" ed è radicato nella parola sikhana ("imparare").

## Caratteristiche

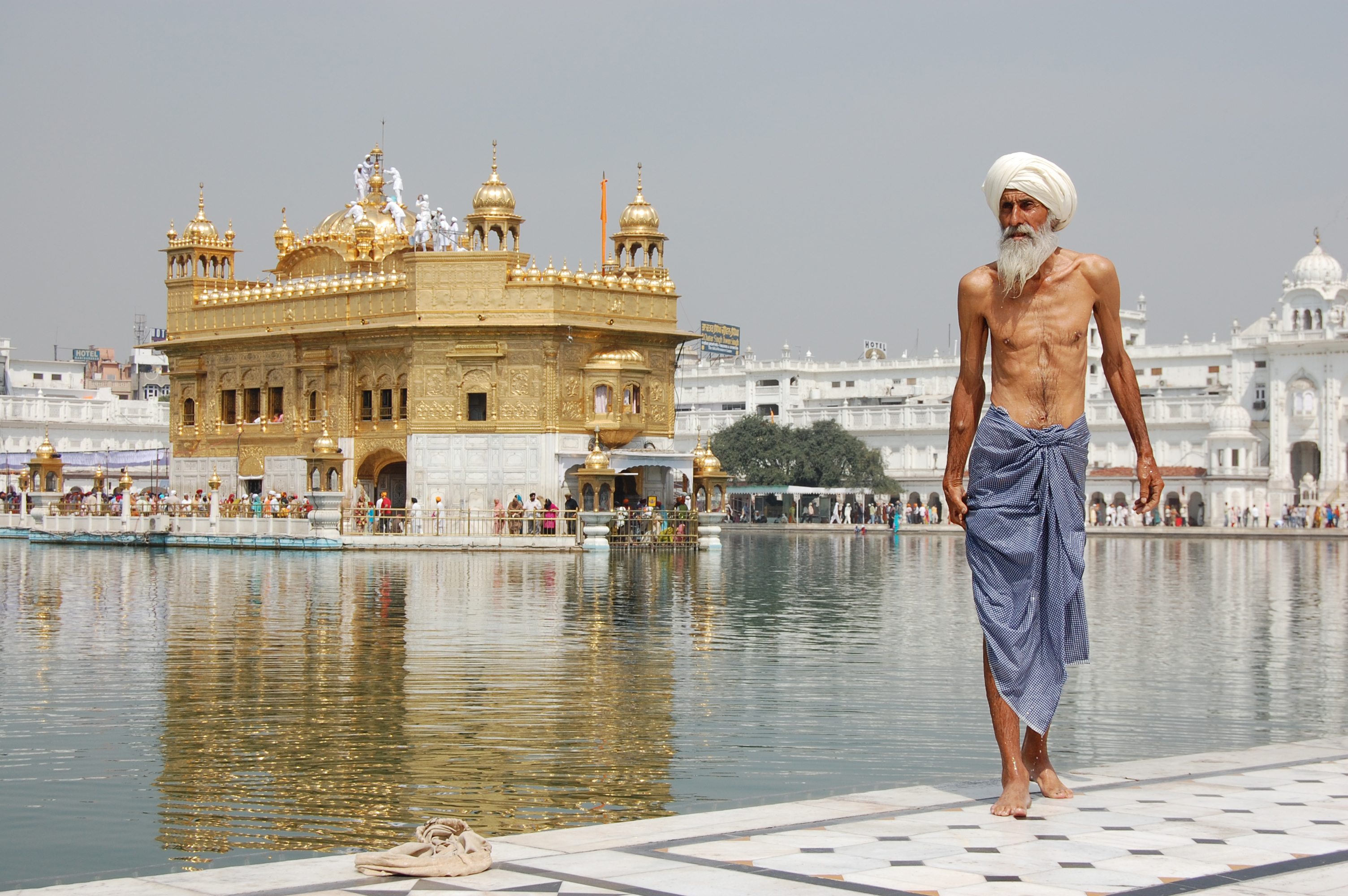
Il tempio d'Oro, sancta sanctorum sikh, situato ad Amritsar, nello Stato indiano settentrionale del Panjab. Meta di pellegrinaggio in cui recarsi almeno una volta nella vita per pregare e offrire le proprie suppliche, è divenuto poi un'attrazione turistica di livello mondiale.

L'etimologia della parola sikhismo si rintraccia nella parola sikh, che deriva dal sanscrito e che significa "discepolo". I sikh sono i devoti del Sri Guru Granth Sahib ji, le sacre scritture dei dieci guru che si sono succeduti dal 1469 al 1708 e di altri amanti del Creatore. Vivono principalmente nel Nuovo Punjab Indiano (India del Nord-ovest). Pregano il Creatore onnipresente e onnipotente, che si manifesta attraverso il creato e che è raggiungibile grazie alla preghiera e all'aiuto di una guida, il guru, cioè colui che dà la luce (saggezza) al buio (l'ignoranza).
Il sikhismo si basa su tre principi dettati da Sri Guru Nanak Dev Ji (primo guru):
- pregare: ricordare il Creatore in ogni momento;
- lavorare: guadagnare lavorando onestamente senza imbrogli e truffe;
- condividere: anche solo una piccola parte del proprio guadagno.

Le scritture sacre non riconoscono il sistema delle caste e nemmeno approvano l'adorazione degli idoli, i rituali e le superstizioni.
I sikh considerano venerabile solo la parola del Creatore rappresentata dalle sacre scritture dei guru.
I guru sikh non hanno sostenuto la necessità della vita ascetica e dell'isolamento dal mondo per guadagnare la salvezza. Quest'ultima può essere raggiunta da chiunque si mantenga onestamente e conduca una vita normale. Non esiste un clero.
Ai sikh è proibito ogni tipo di dipendenza da sostanze, come l'alcol, tabacco e carne animale. Un sikh deve considerare la moglie di un altro uomo alla stregua di sorella o madre, e la figlia di un altro come sua. La stessa regola è applicata anche alle donne. 
I membri sono tenuti all'osservanza delle cinque "kappa":
- Kesh, peli e capelli non tagliati, segno dell'accettazione della volontà di Dio;
- Kangha, il pettine, segno del controllo spirituale;
- Kirpan, il pugnale, segno della volontà di difendere la verità;
- Kara, il braccialetto metallico al polso, segno dell'unità con Dio e col guru;
- Kashera, pantaloni corti quasi fino alle ginocchia, segno della forza morale.

L'istituzione del langar (cucina comune) serve a creare uguaglianza sociale fra l'intero genere umano. Essa è un luogo in cui persone di estrazione sociale alta e bassa, ricchi e poveri, istruiti e ignoranti, re e mendicanti, o di altre religioni condividono tutti lo stesso cibo, sedendo insieme in un'unica fila per terra per rappresentare l'uguaglianza tra i presenti.
La discendenza dei guru terminò a dieci, però c'è l'undicesimo guru, il Libro Sacro. Durante le cerimonie, i seguaci si riuniscono per ascoltare le parole del guru, il quale, viene trasportato sulla testa (perché non può toccar terra) dopo che il tempio viene pulito e lucidato a fondo ancor prima che l'ufficiante prescelto si svegli per i canti.

## Storia

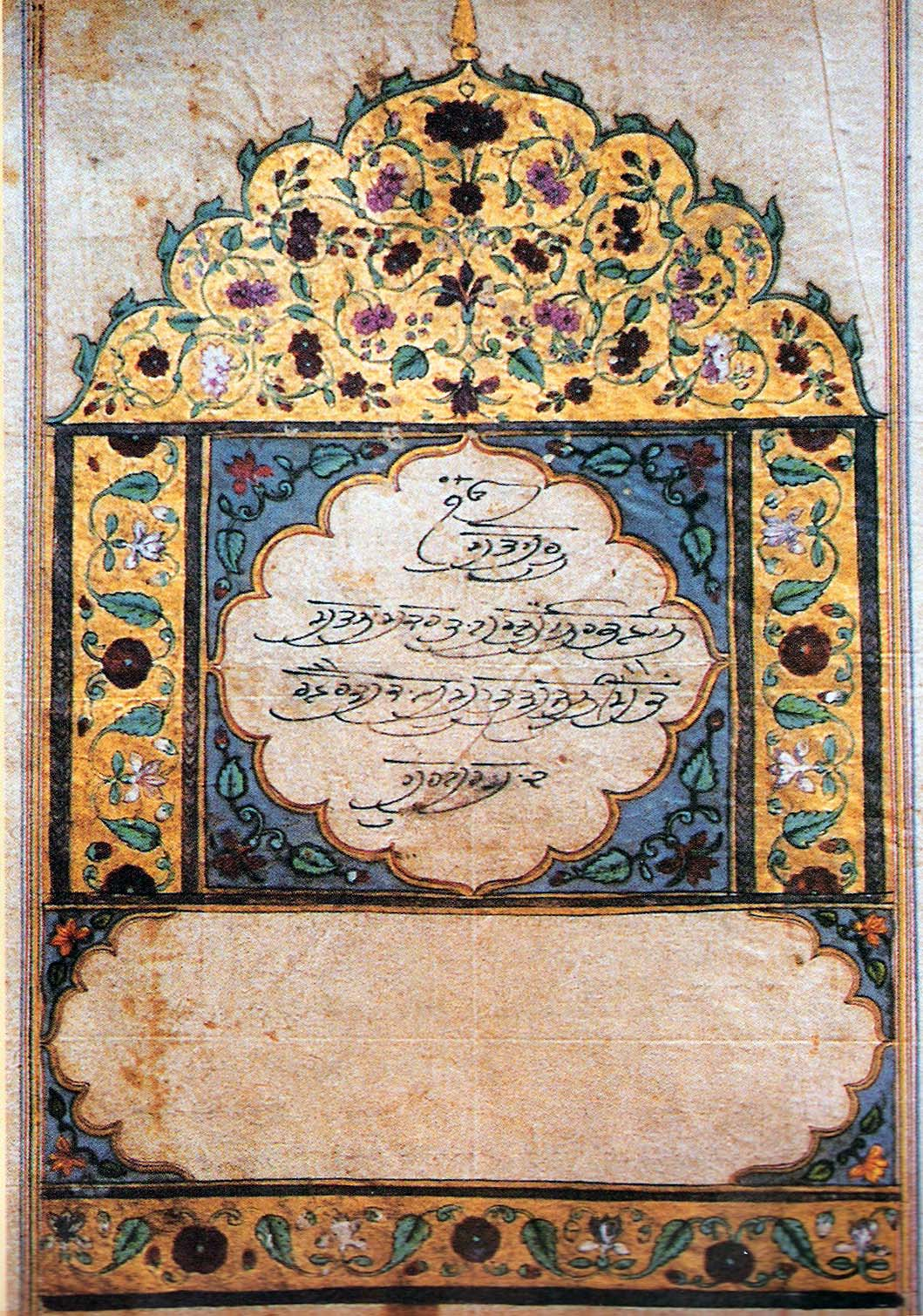
Foglio dell'Adi Granth, il testo sacro sikh, recante il sigillo (nisan) del Guru Gobind Singh

Tutti i dieci guru che con la propria vita hanno formato i sikh:
- Sri Guru Nanak Dev ji fondò il sikhismo e percorrendo migliaia di chilometri predicò di meditare il nome del Creatore;
- Sri Guru Angad Dev ji valorizzò l'uguaglianza tra le persone dando peso all'istruzione;
- Sri Guru Amar Das ji insegnò a servire con umiltà e a trattare la donna alla pari dell'uomo. Si oppose al rito detto sati, cioè l'usanza diffusa tra gli indù di bruciare la vedova sulla pira funebre;
- Sri Guru Ram Das ji con la costruzione del tempio d'Oro fece capire che nella casa del Creatore sono ben accolti tutti, senza distinzioni di religione o di casta;
- Sri Guru Arjan Dev ji subì atroci torture per sottolineare l'importanza di accettare il volere del Creatore;
- Sri Guru Hargobind ji insegnò che quando ogni altro mezzo risulta inutile è lecito l'uso delle armi;
- Sri Guru Har Rai ji intervenne durante le epidemie costruendo case di cura;
- Sri Guru Har Krishan ji insegnò a sacrificare il proprio bene per quello degli altri;
- Sri Guru Tegh Bahadur ji si sacrificò salvando la religione induista;
- Sri Guru Gobind Singh ji attribuì ai propri sikh una diversa identità, creando l'ordine Khalsa.

Nell'aprile 1699, per eliminare ogni differenza tra le persone (di casta, di ricchezza, ecc.), Guru Gobind Singh Ji (decimo guru sikh) introdusse il battesimo (amrit), con il quale ogni uomo prendeva il cognome "Singh" (leone) e ogni donna "Kaur" (principessa) e che prevedeva per gli uomini, ma anche per le donne, l'assunzione di cinque simboli (kakaar).
Sri Guru Granth Sahib ji (lett. "Il nobile libro originario che è Signore e Maestro Spirituale") è comunemente chiamato anche Adi Granth con riferimento alla versione curata nel 1603-1604 dal quinto Guru Arjun o Guru Granth Sahib se si fa riferimento alla sua ultima recensione curata dal decimo Guru Gobind Singh nel 1705, o semplicemente Granth (il libro).
In particolari occasioni solenni, si pratica il rito della lettura completa e senza interruzioni del Libro Sacro: l'akhand panth è una cerimonia che prevede la lettura ininterrotta delle 1 430 pagine del Libro Sacro, da parte di cinque Lettori, nell'arco di 48 ore. Il libro è scritto in gurmukhi, versione semplificata e considerata sacra, dell'antico sanscrito e comprende vocaboli punjabi, persiani e sanscriti.
I sikh inoltre, hanno vissuto un periodo d'oro dopo la disgregazione dell'Impero Mogul poiché si organizzarono in una propria autonoma entità statale omogenea per lingua, religione ed etnia, l'Impero Sikh.

## I dieci guru del sikhismo
| #  | Nome                     | Diventato guru il | Data di nascita   | Data di morte     | Età (anni) | Padre             | Madre             |
| -- | ------------------------ | ----------------- | ----------------- | ----------------- | ---------- | ----------------- | ----------------- |
| 1  | Sri Guru Nanak Dev ji    | 20 ottobre 1496   | 14 aprile 1469    | 22 settembre 1539 | 70         | Mehta Kalu        | Mata Tripta       |
| 2  | Sri Guru Angad Dev ji    | 7 settembre 1539  | 31 marzo 1504     | 29 marzo 1552     | 48         | Baba Pheru        | Mata Ramo         |
| 3  | Sri Guru Amar Das ji     | 25 marzo 1552     | 5 maggio 1479     | 1º settembre 1574 | 95         | Tej Bhan Bhalla   | Bakht Kaur        |
| 4  | Sri Guru Ram Das ji      | 29 agosto 1574    | 24 settembre 1534 | 1º settembre 1581 | 46         | Baba Hari Das     | Mata Daya Vati    |
| 5  | Sri Guru Arjan Dev ji    | 28 agosto 1581    | 15 aprile 1563    | 30 maggio 1606    | 43         | Guru Ram Das      | Mata Bhani        |
| 6  | Sri Guru Har Gobind ji   | 30 maggio 1606    | 19 giugno 1595    | 3 marzo 1644      | 48         | Guru Arjan        | Mata Ganga        |
| 7  | Sri Guru Har Rai ji      | 28 febbraio 1644  | 26 febbraio 1630  | 6 ottobre 1661    | 31         | Baba Gurditta     | Mata Nihal Kaur   |
| 8  | Sri Guru Har Krishan ji  | 6 ottobre 1661    | 7 luglio 1656     | 30 marzo 1664     | 7          | Guru Har Rai      | Mata Krishan Kaur |
| 9  | Sri Guru Tegh Bahadur ji | 20 marzo 1665     | 1º aprile 1621    | 11 novembre 1675  | 54         | Guru Har Gobind   | Mata Nanki        |
| 10 | Sri Guru Gobind Singh ji | 11 novembre 1675  | 22 dicembre 1666  | 7 ottobre 1708    | 41         | Guru Tegh Bahadur | Mata Gujr Kaur    |

## Jathedar
Lo jathedar (in lingua punjabi: ਜਥੇਦਾਰ) è il leader politico-religioso sikh di una sede sacra (takht) e di un corpo di uomini armati e liberi, comprensivo delle loro famiglie e comunità, esistenti fin dal XVII secolo. Lo jathedar è un chierico sikh ordinato al quale è assegnata una delle cinque jath esistenti in India, coordinato dal primato teologico e di giurisdizione spettante allo jathedar Akal Takht di Amritsar.
Fino al 1800, erano eletti da un'assemblea deliberativa di leader sikh (Sarbat Khalsa), che aveva luogo ogni due anni ad Amritsar, nel Punjab. 
A partire dal 1921, furono nominati dalla Shiromani Gurdwara Parbandhak Committee (SGPC), un'organizzazione indiana deputata alla tutela e conservazione dei luoghi sacri sikh, controllata da membri eletti dal Shiromani Akali Dal, il più influente partito dei sikh indiani, che assunse anche l'amministrazione del tempio Darbar Sahib di Amritsar.
Nel XX secolo, ebbero luogo solamente due sarbat khalsa. la prima in occasione dell'assassinio di Indira Gandhi, e la seconda nel 1986. L'11 novembre 2015, l'assemblea di sikh non rinnovò i quattro jathedar uscenti e nominò tre jathedar ad interim per le sedi di Akal Takht, Damdama Sahib a Bathinda e Anandpur Sahib, alla presenza di più di 100 000 persone.